# 오사카부 제6구
오사카부 제6구(大阪府 第6区)는 일본의 중의원 선거구이다. 1994년 공직선거법으로 신설되었다.
현재 중의원은 공명당 소속의 이사 신이치이다.

## 지역
- 오사카시
  - 아사히 구
  - 쓰루미 구
- 모리구치시
- 가도마시